# الحرب الباردة في آسيا
كانت الحرب الباردة في آسيا امتدادًا بارزًا للحرب الباردة العالمية التي شكلت معظم السياسة الدبلوماسية والأعمال الحربية من منتصف أربعينيات القرن العشرين إلى عام 1991. كانت الولايات المتحدة والاتحاد السوفيتي والصين وتايوان (جمهورية الصين) وكوريا الشمالية وكوريا الجنوبية وفيتنام الشمالية وفيتنام الجنوبية وكمبوديا وتايلاند وإندونيسيا وماليزيا والهند وباكستان وأفغانستان اللاعبين الرئيسيين في هذه الحرب. شاركت دول أخرى أيضًا، منها الشرق الأوسط ولكن تأثيرها لم يكن مباشرًا. في أواخر خمسينيات القرن العشرين، انقلبت الصين على الاتحاد السوفيتي وتحارب الاثنان من أجل السيطرة على الحركات الشيوعية في جميع أنحاء العالم، وخاصة في آسيا.

## الصين

### العلاقات مع الولايات المتحدة

#### الانطباعات الأمريكية عن الصين
نشر هارولد آيزاكس كتابه خدوش في أذهاننا: الانطباعات الأمريكية عن الصين والهند في عام 1955. من خلال مراجعة الأدبيات الشعبية والأكاديمية عن آسيا والتي وردت في الولايات المتحدة ومن خلال إجراء مقابلات مع العديد من الخبراء الأمريكيين، حدد آيزاكس ست مراحل من المواقف الأمريكية تجاه الصين. كانت مواقف «احترام» (القرن الثامن عشر)، «استخفاف» (1840 – 1905)، «كياسة» (1905 – 1937)، «إعجاب» (1937 – 1944)؛ «خيبة أمل» (1944 – 1949) و«عداء» (بعد 1949). في عام 1990، حدّث المؤرخ جوناثان سبنس نموذج آيزاكس ليشمل موقف «الفضول الصاح» (1970 – 1974)؛ «الافتتان الساذج» (1974 – 1979) و«الشكوك المتجددة» (ثمانينيات القرن العشرين).
جادل العالم السياسي بيتر رودولف في عام 2020 بأن الأمريكيين يعتبرون الصين تهديدًا على النظام القائم في سعيها للهيمنة الإقليمية في شرق آسيا الآن، وفي طموحها المستقبلي بالسيطرة العالمية. ترفض بكين هذه المفاهيم، لكنها تواصل سياستها الحازمة وسعيها وراء تشكيل حلفاءٍ.

#### الحرب الكورية 1950 – 1953
بدأت الحرب الكورية في نهاية يونيو 1950 عندما اجتاحت كوريا الشمالية، وهي دولة شيوعية، كوريا الجنوبية، الخاضعة لحماية الولايات المتحدة. دون استشارة الكونغرس، أمر الرئيس هاري إس. ترومان الجنرال دوغلاس ماكارثر بالاستعانة بجميع القوات الأمريكية لمقاومة الاجتياح. حصل ترومان بعدها على موافقة الأمم المتحدة، التي كان السوفييت يقاطعونها. تمكنت قوات الأمم المتحدة من التشبث بموطئ قدم في كوريا، إذ فقدت قوات كوريا الشمالية شبكة الإمدادات الخاصة بها. دمر هجوم ماكارثر المضاد على إنشون جيش الغزو، واستولت قوات الأمم المتحدة على معظم كوريا الشمالية في طريقها إلى نهر يالو، وهو الحدود الشمالية لكوريا مع الصين. عزم الرئيس ترومان – ووافقت الأمم المتحدة – على إعادة توحيد كوريا بأكملها. كانت قوات الأمم المتحدة متأهبة لإلحاق هزيمة حاسمة بقوات كوريا الشمالية.
في أكتوبر 1950، تدخلت الصين بشكل غير متوقع، ودحرت قوات الأمم المتحدة نحو كوريا الجنوبية. شعر ماو تسي تونغ بالتهديد من تقدم الأمم المتحدة. رغم تدني قدرة جيشه من الناحية الفنية، إلا أنه امتلك إمكانيات أكبر بكثير من ناحية القوى البشرية وكان قد اجتاز الحدود الشمالية لكوريا عند نهر يالو بحلول ذلك الوقت. تمركز القتال بالقرب من خط العرض 38 الذي يقسم الشمال والجنوب. أراد القائد العام لجيش الأمم المتحدة والولايات المتحدة دوغلاس ماكارثر مواصلة إستراتيجية الدحر لتوحيد كوريا ولكن ترومان تغير وانتقل إلى سياسة الاحتواء التي من شأنها السماح لكوريا الشمالية بالاستمرار. أثارت إقالة ترومان لماكارثر في أبريل 1951 جدالًا حادًا حول سياسة الحرب الباردة الأمريكية في الشرق الأقصى. تحمل ترومان اللوم على المأزق باهظ التكلفة، وذلك بمقتل 37,000 أمريكي وإصابة أكثر من 100,000 آخرين. تعثرت محادثات السلام بسبب مسألة إعادة توطين السجناء الذين لا يريدون العيش تحت حكم الشيوعية. كسر الرئيس أيزنهاور الجمود بالتحذير من إمكانية استخدامه للأسلحة النووية، وجرى التوصل إلى هدنة ظلت سارية المفعول منذ ذلك الحين، مع وجود قوات أمريكية كبيرة لا تزال متمركزة في كوريا الجنوبية كخط دفاع أول.

### الانفصال عن اتحاد الجمهوريات السوفيتية الاشتراكية
كانت بكين سعيدة للغاية بنجاح الاتحاد السوفيتي في سباق الفضاء – مركبات سبوتنيك الفضائية المبتكرة – إذ يُظهر هذا النجاح أن الحركة الشيوعية العالمية قد لحقت ركب التكنولوجيا الرفيعة مع الأمريكيين. افترض ماو أن السوفييت يتمتعون الآن بميزة عسكرية وأن عليهم تصعيد الحرب الباردة؛ عرف خروتشوف أن الأمريكيين كانوا متقدمين في الاستخدامات العسكرية للفضاء. تضاعفت التوترات، وسرعان ما أصبح تحالف عام 1950 مجرد حبر على ورق، ودُمرت وحدة المعسكر الاشتراكي، وتأثر ميزان القوى العالمي. بدأ الانقسام مع مخطط  نيكيتا خروتشوف اجتثاث الستالينية. أغضب هذا المخطط ماو، وهو الذي كان معجبًا بستالين. أصبحت موسكو وبكين خصمين على الصعيد العالمي، وأُجبرت الأحزاب الشيوعية في جميع أنحاء العالم على اختيار طرفها؛ انقسم الكثير منهم، فكان الشيوعيون المؤيدون للسوفييت يقاتلون الشيوعيين الموالين للصين من أجل السيطرة المحلية على القوى اليسارية في معظم أنحاء العالم.
داخليًا، شجع الانقسام الصيني السوفيتي ماو على إغراق الصين في ثورةٍ ثقافية وعلى محو آثار التفكير الروسي. جادل ماو أنه بقدر ما تنذر الحرب النووية الشاملة بالخطر، فإن الجنس البشري لن يُفنى، بل سيظهر عالم شيوعي جديد شجاع من رماد الإمبريالية. أثار هذا الموقف قلق موسكو، التي امتلكت نظرة واقعية أكثر للكوارث الشاملة التي ترافق الحرب النووية. حسمت ثلاث قضايا رئيسية انقسام البلدين: تايوان والهند وحملة القفزة العظيمة للأمام الصينية. على الرغم من أن موسكو دعمت موقف بكين القائل بانتماء تايوان للصين بالكامل، إلا أنها طالبت بتحذيرها مسبقًا من أي غزو أو تهديد خطير من شأنه أن يجلب التدخل الأمريكي. رفضت بكين، وصعّد القصف الصيني على جزر كيموي في أغسطس 1958 التوترات. كانت موسكو ترعى الهند، باعتبارها مشترٍ رئيسي للذخائر الروسية وحليف استراتيجي مهم. لكن الصين كانت تصعد تهديداتها على الأطراف الشمالية للهند، وخاصة من التبت. كانت تبني شبكة طرق ذات أهمية عسكرية تصل إلى المناطق المتنازع عليها على طول الحدود. من الواضح أن الروس فضلوا الهند، وتفاعلت الصين مع الأمر على أنه خيانة. كانت حملة القفزة العظيمة للأمام القضية الأيديولوجية الرئيسية، إذ مثلت رفضًا صينيًا لنموذج التنمية الاقتصادية السوفيتي. كانت موسكو مستاءة للغاية، لا سيما وأنها أنفقت الكثير لتزويد الصين بتكنولوجيا متطورة – بما في ذلك بعض الخبرات النووية. سحبت موسكو الفنيين والمساعدات الاقتصادية والعسكرية ذات الأهمية الحيوية. كان خروتشوف فظًا ومفرطًا في السخرية من الصين وماو تسي تونغ أمام الجماهير الشيوعية والعالمية على حد سواء. ردت بكين من خلال شبكتها الدعائية الرسمية برفضها زعم موسكو لإرث لينين. أصرت بكين على أنها الوريث الحقيقي للتاريخ اللينيني العظيم. في أحد الاجتماعات الرئيسية للأحزاب الشيوعية، هاجم خروتشوف بنفسه ماو إذ وصفه باليساري المتطرف – والمحرف اليساري – وشبهه بستالين لغروره الخطير. أصبح النزاع بحلول ذلك الوقت خارج السيطرة، واشتعل تدريجيًا في 81 حزب شيوعي حول العالم. جاء الانفصال النهائي في يوليو 1963، بعد فرار 50,000 لاجئ من سنجان في غرب الصين إلى الأراضي السوفيتية هربًا من الاضطهاد. هزأت الصين من عدم الكفاءة الروسية في أزمة الصواريخ الكوبية عام 1962 إذ اعتبرت البدء مع الجانب الخاسر مغامرةٌ وانتهاء المطاف بجانبه استسلامٌ. كانت موسكو بحلول ذلك الوقت تولي الأهمية للعلاقات الودية ومعاهدات حظر التجارب مع الولايات المتحدة والمملكة المتحدة.
بدأت بكين تدريجيًا تعتبر الاتحاد السوفيتي، الذي عدّته إمبريالية اشتراكية، أكبر تهديد تواجهه، أكثر من الولايات المتحدة التي تمثل القوة الرأسمالية الرائدة. في المقابل، قُدمت مبادرات بين جمهورية الصين الشعبية والولايات المتحدة، كما في دبلوماسية كرة الطاولة ودبلوماسية الباندا وزيارة نيكسون عام 1972 إلى الصين.

### أزمات عام 1965
على الرغم من الطموحات الصينية، أصبحت المعارضة المتزايدة للولايات المتحدة ولروسيا أكثر قوة، خاصة في عام 1965 عندما زادت الولايات المتحدة التزامها بالدفاع عن فيتنام الجنوبية. علاوة على ذلك، حسمت واشنطن أمرها باعتبار الصين عدوها الأكبر، وأكثر من الاتحاد السوفيتي. استجابة للنشاط الصيني المستمر، اقتربت قوى عدم الانحياز في الهند ويوغسلافيا قليلًا من الاتحاد السوفيتي. في عام 1965، أُسقط كبار القادة المحليين الحائزين على تأييد الصين أو ضُغط عليهم. أُسقط الرئيس بن بلة في الجزائر، ونتيجة لذلك اكتسب السوفييت نفوذًا في شمال أفريقيا والشرق الأوسط. أُسقط كوامي نكروما، أبرز زعماء إفريقيا في جنوب الصحراء الكبرى، أثناء قيامه برحلة إلى الصين في أوائل عام 1966. نقل الحكام الجدد توجه غانا إلى طرف الغرب في الحرب الباردة. باءت جهود ماو لاستعادة الهيبة من خلال عقد مؤتمر على غرار مؤتمر باندونغ، بالفشل. في أكتوبر 1965، حلّت بالصين أشد ضربة كارثية في حقبة الحرب الباردة بأكملها. انفصل الجيش الإندونيسي عن الرئيس سوكارنو وبشكل منهجي سحق الحزب الشيوعي الإندونيسي ذي التوجه الصيني. قتل الجيش والجماعات الإسلامية المحلية مئات الآلاف من أنصار الحزب الشيوعي الإندونيسي، وطرد العديد من الصينيين من إندونيسيا. ظل سوكارنو رئيسًا صوريًا لكن السلطة كانت في يد الجنرال سوهارتو، وهو عدو ذو باع طويل في عداء الشيوعية.